# Xavier Cruzado
Xavier Cruzado (Barcelona, 15 de junio de 1968) es un escritor, guionista, productor y director de cine español. Dirección de Cine por la Universidad Camilo José Cela.
Participa como extra en la primera coproducción entre Lorimar Productions i TV3 en Quan es fa fosc (Dark Justice) y en el programa "Viva el Paralelo" en el canal de TVE "La 2", presentado por Sara Montiel. Colabora como responsable de prensa y distribución digital en la producción del largometraje independiente "Where is Demian?" de Santi Trullenque, considerado por la prensa especializada (nacional e internacional) como el "blair witch project" español (Where is Demian?). A partir de ese momento inicia su carrera en el cine español y como escritor de novelas de ficción. 

## Obras
- 2018. Reino de Sombras Novela negra. Thriller policíaco basado en hechos reales.  Argumento: España, octubre de 2010. En las semanas previas a la visita del papa Benedicto XVI a nuestro país, varios asesinatos rituales de miembros de la Iglesia católica, bajo una macabra escenografía, ponen en jaque el dispositivo de seguridad para la comitiva papal. Candela Santos, inspectora de la Comisaría General de la Policía Nacional de Madrid, al mando de un grupo especial de investigación creado a tal efecto, contará con la colaboración de Gonzalo Sanmartín, profesor y catedrático de Historia Medieval. Sus excelentes conocimientos sobre el Santo Oficio le convertirán en una de las piezas clave para entender el trasfondo del caso. Al equipo se unirá Juan Miguel Garmendia, doctor en Medicina en la Cátedra de Psiquiatría de la Universidad Complutense de Madrid, lo que le convertirá en otra pieza fundamental para desgranar el perfil psicológico del mal al que deberán enfrentarse. El equipo de la inspectora Santos, junto a su compañero y también inspector Óscar Sánchez, intentará resolver los casos contra reloj mientras se enfrenta a un poder en la sombra que conspirará para silenciar los peores pecados cometidos por parte de algunos miembros de la Iglesia.

## Cortometrajes (Guion, Dirección y Producción)
- 2023. ulls innocents (ojos inocentes) Producido cor @GRAPA_policial . Colaboración en edición, postproducción y asesor de marketing.
- 2014. Big Game En proceso de guion
- 2013. Ad Eternum Estrenado, con Ane Guisasola, Francesc Pagès, Cristina Rodríguez, Xavier Serrat y Víctor Martínez
- 2013. El Límite Estrenado, con Toni Sevilla, Francesc Pagès y Cristina Rodríguez
- 2012. Ficción Real Estrenado, con Marian Aguilera, Roger Pera y Xavier Serrat
- 2011. Invisibles, el corto Estrenado, con Francisco Urtiaga y Sergi Albert

## Videoclips
- 2014. Desnúdame  de Iván Gardesa Realización
- 2012. No more crimes de Aby Jackley feat Lexter Estrenado, co-Realización